# Dichromodes divergentaria
Dichromodes divergentaria là một loài bướm đêm trong họ Geometridae.